# Алекса Шапоњић
Алекса Шапоњић (Београд, 4. јун 1992) је бивши српски ватерполиста и освајач олимпијске медаље 2012.

## Каријера
Каријеру је почео у Партизану где је прошао све млађе категорије, а кратко био и првотимац црно-белих. Након средње школе одлучио се уписати на Колеџ у Берклеју где је тренирао са Калифорнија Голден Берса. Због посвећености студијима његова ватерполо, али и репрезентативна каријера уопште није имала дуго трајање.

## Репрезентација
За A национални тим Србије дебитовао је 2012. године на Европском првенству у ватерполу 2012. у Ајндховену где је освојио златну медаљу. Шапоњић се нашао и на списку селектора Удовичића за Олимпијске игре у Лондону исте године. Са репрезентацијом је на том такмичењу освојио бронзану медаљу.
Наредне године нашао се на списку новог селектора репрезентације Србије, Дејана Савића за завршни турнир Светске лиге у Чељабинску где је тим Србије остварио тријумф. Те године га није било на списку за Светско првенство у Барселони.

### Млађе селекције
У јуниорским категоријама репрезентације на Европском првенству 2008. освојио је сребро, а бронзу 2009. На Светском првенству за јуниоре учествовао је два пута. 2009. у Загребу је освојио бронзу, док је 2011. у Грчкој освојио злато. На Универзитетским играма 2011. освојио је злато. Први је освајач олимпијске медаље са Универзитета у Калифорнији након 1988. године. Живот у САД-Живот и студирање у САД-у, даљина од квалитетног ватерпола утицали су на то да се више не нађе на списку селектора.
За мање од две године у најбољем тиму ватерполо репрезентације Србије одиграо је 40 утакмица и постигао 12 голова.

## Живот након ватерпола
По завршетку студирања у Калифорнији, вратио се у Србију где је стицао праксу за рад на пословима из области економије. Тренутно је запослен у Нелт групи у Београду као члан акционарског друштва и руководилац пројеката. Кроз рад у компанији, остварио је сарадњу са Економским факултетом у Македонији на којем сваке године стипендирају неколико студената. Један је од учесника економског самита Македонија 2025.
Његов старији брат је ватерполиста Партизана Лука Шапоњић.